# Theridion leve
Theridion leve är en spindelart som beskrevs av John Blackwall 1877. Theridion leve ingår i släktet Theridion och familjen klotspindlar.
Artens utbredningsområde är Seychellerna. Inga underarter finns listade i Catalogue of Life.